# Lunapark w Łodzi

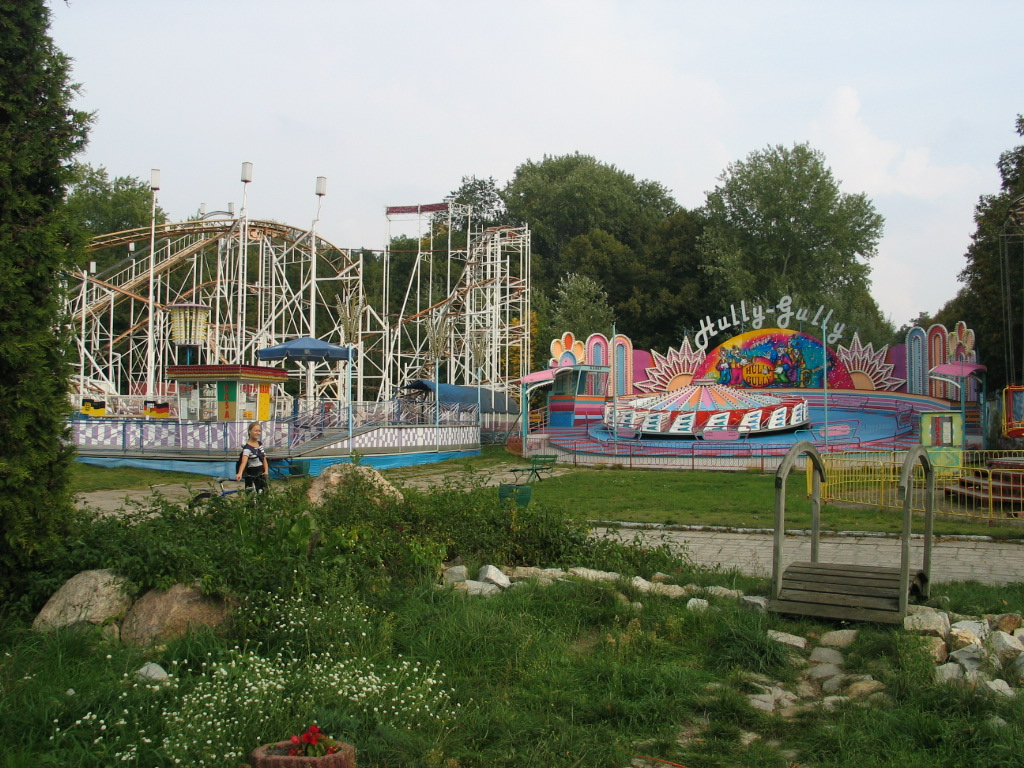
Kolejka górska Jet Star i Karuzela Hully Gully

Łódzki Park Rozrywki na Zdrowiu – Lunapark Łódź – lunapark w Łodzi powstały w 1974 roku, zamknięty w styczniu 2016.
Obiekt położony był przy ul. Konstantynowskiej w dzielnicy Polesie na Zdrowiu, w pobliżu ZOO i Ogrodu Botanicznego. Stanowił jeden z elementów krajobrazu Parku im. Józefa Piłsudskiego. W wesołym miasteczku znajdowało się 38 atrakcji. Wśród nich m.in.: wysoka na 16 m kolejka górska Jet Star osiągająca prędkość 96 km/h, diabelski młyn oraz dwie karuzele przywiezione z Wiednia.
Wstęp do wesołego miasteczka był darmowy, płaciło się natomiast za korzystanie z atrakcji. Każdego roku w prima aprilis następowało otwarcie lunaparku, a sezon trwał do przedostatniej niedzieli października.
Lokalizacji lunaparku przez lata przeciwny był wojewódzki konserwator zabytków. Rozważano m.in. możliwość przeniesienia lunaparku na błonia przy tzw. „Górce Retkińskiej” przy ul. Konstantynowskiej. W ostatnich latach obiekt nie cieszył się popularnością. Krytykowany był za przestarzałe wyposażenie i jego niepokojący stan techniczny. Ostatecznie lunapark zamknięto w styczniu 2016.
W 2019 roku dzięki staraniom internautów strefa powstała po dawnym lunaparku otrzymała nazwę Lunapark Łódzki.